# El benedícite
El benedícite (en francés, Le Bénédicité) o La bendición es un lienzo del pintor francés Jean Siméon Chardin. Está realizado en óleo sobre lienzo. Mide 49,5 cm de alto y 38,5 cm de ancho. Fue pintado en 1740, encontrándose actualmente en el Museo del Louvre, de París (Francia).

## Historia
Esta escena de género fue presentada por Chardin en el salón de 1740. Fue muy admirada por el filósofo Diderot, sin duda por su exaltación de la sencilla vida familiar y la intimidad que se transmite. La adquirió el rey Luis XV y pasó a formar parte de las colecciones reales. No obstante, es un cuadro que quedó olvidado diez años después de la muerte de Luis XV.
Durante la Revolución francesa, pasó al Muséum Central des Arts, germen del Museo del Louvre, en 1793.
La burguesía del siglo XIX redescubrió esta obra en 1845. En la época se apreciaban las virtudes burguesas (honor, orden, ahorro) representadas por Chardin en contraposición al libertinaje general de la nobleza dieciochesca plasmado por Watteau.
Chardin pintó varias versiones de este lienzo.

## Análisis
Se representa una modesta escena de interior de clase media. Una madre y sus dos hijos se disponen a comer. Pero antes bendicen la mesa: mientras pone la mesa, la madre instruye a sus hijos a dar gracias. Es un tema que ya con anterioridad se había tratado en la escuela holandesa de pintura del siglo XVII.
Chardin enfatiza las virtudes burguesas, tranquilas, discretas, ocultas. Describe una vida dedicada al deber.
La figura delante puede parecer una niña a ojos actuales pero en realidad se trata de un niño antes de empezar a usar pantalones (véase breeching), en estos casos para indicarlo se solía acompañar al pequeño con juguetes considerados masculinos, aquí se trata del tambor que cuelga de su silla. También lleva una chichonera roja.
Es una obra de composición simple, con grandes espacios vacíos. La ambientación se reduce al mínimo: una estantería con botellas, una fuente de arcilla y una cacerola en la pared. Una mesa cubierta por un mantel blanco. El ambiente tranquilo y pacífico se ve reforzado por la iluminación y colores tenues.
La forma redonda de la mesa se reitera en la disposición de las figuras en torno a ella. Sus miradas no salen del cuadro, enlazándose entre sí para recrear el mundo cerrado en sí mismo.
La ejecución es refinada; la luz y los colores, moderados.